# NGC 4725
NGC 4725 ist eine Balken-Spiralgalaxie mit aktivem Galaxienkern vom Hubble-Typ SBab im Sternbild Haar der Berenike am Nordsternhimmel. Sie ist schätzungsweise 54 Millionen Lichtjahre von der Milchstraße entfernt und hat einen Durchmesser von etwa 150.000 Lichtjahren. Vom Sonnensystem aus entfernt sich das Objekt mit einer errechneten Radialgeschwindigkeit von näherungsweise 1.200 Kilometern pro Sekunde. Gemeinsam mit NGC 4712 und NGC 4747 bildet sie das optische Galaxientriplett Holm 468. Nach Lage der Daten ist sie gravitativ an NGC 4747 gebunden. 
Die Supernovae SN 1940B (Typ-IIP), SN 1969H (Typ-I), SN 1987E und SN 1999gs (Typ-Ia) wurden hier beobachtet.
Im selben Himmelsareal befinden sich unter anderem die Galaxien PGC 43420, PGC 43610, PGC 43769, PGC 86434.
Das Objekt wurde am 10. April 1785 vom deutsch-britischen Astronomen Wilhelm Herschel entdeckt.

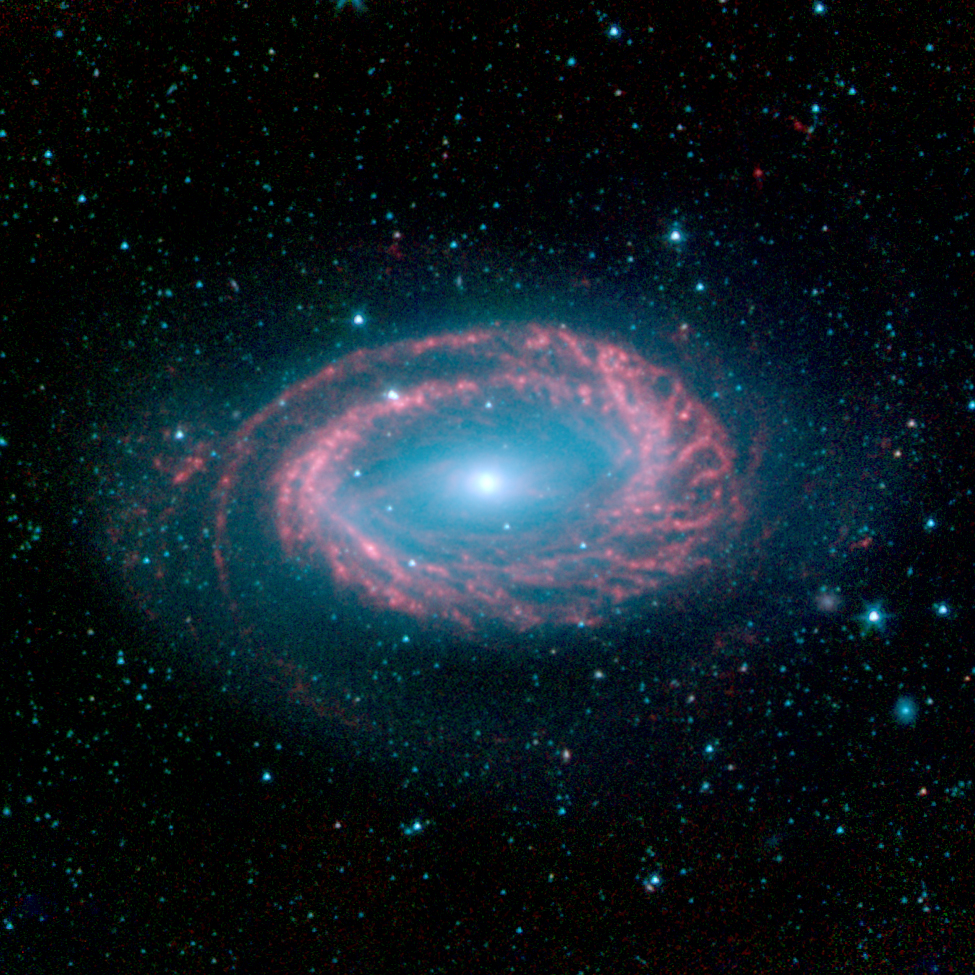
Die Galaxie NGC 4725 aufgenommen vom Spitzer-Weltraumteleskop im infraroten Licht